# 常盤井宮恒直親王
常盤井宮恒直親王（ときわいのみやつねなおしんのう、生年未詳 - 天文21年（1552年）8月）は室町時代後期の皇族、常盤井宮家の当主。

## 生涯
5代当主・全明親王の子として生まれ、永正9年（1512年）11月に親王宣下される（『実隆公記』）。その後大宰帥に任じられ、後柏原院の猶子となる。永正10年7月25日の夜、清水寺参詣中に盗賊に襲撃されて負傷したという。
天文21年（1552年）に薨去。その後の子孫は不詳だが、「常盤井宮雑掌」の活動が永禄年間（1558年〜1570年）まで確認されているため、この頃までは子孫が存在したと考えられる。